# Roald Halimi
Roald Halimi (Durazzo, 1º luglio 1988) è un giocatore di calcio a 5 albanese.

## Carriera

### Club
Nativo di Durazzo, nel 1994 si trasferisce con la famiglia a Castelfranco Veneto dove trascorre l'infanzia e inizia a giocare a calcio. Nel 2004 entra nel settore giovanile della Luparense ma già l'anno successivo passa a quello della Marca Trevigiana. Con la formazione grigionera fa l'esordio in prima squadra, contribuendo alla promozione in Serie A. Nella stagione 2007 fa ritorno alla Luparense con cui fa l'esordio in Coppa UEFA (raccogliendo cinque presenze e una rete) ma soprattutto vince due scudetti, altrettante Supercoppe italiane e una Coppa Italia. Nella stagione 2009-10 si trasferisce in prestito al Gruppo Fassina con cui vince una Coppa Italia di Serie A2 da protagonista. Ritorna quindi alla Luparense dove si trattiene una sola stagione per fare nuovamente ritorno al Gruppo Fassina in serie A2. Nel dicembre 2011 scende ulteriormente di categoria, trasferendosi alla New Team in serie B. Della compagine friulana Halimi diventa ben presto un punto fermo, conquistando immediatamente, grazie alla vittoria nei play-off di categoria, la promozione in serie A2. In questa categoria si mette in mostra come uno dei giocatori più prolifici, mettendo a segno 23 reti nella prima stagione e 22 in quella successiva che culmina con la vittoria del campionato e la conseguente promozione della New Team in Serie A. Rimasto svincolato in seguito allo scioglimento del club, nel settembre 2014 Halimi si accasa al Kaos con cui raggiunge, sorprendentemente, la finale dei play-off scudetto. Nel giugno del 2016 abbandona la formazione emiliana per trasferirsi al Real Rieti.

### Nazionale
Nel 2009 ha esordito nella selezione albanese in occasione delle qualificazioni al campionato europeo in Ungheria. La sua nazionale ha chiuso il girone con un successo, a spese dei padroni di casa di Malta, e due sconfitte, fallendo l'approdo alla rassegna continentale.

## Palmarès
- Campionato italiano: 2

Luparense: 2007-2008, 2008-2009
- Coppa Italia: 1

Luparense: 2007-2008
- Supercoppa italiana: 2

Luparense: 2008, 2009
- Campionato di Serie A2: 2

Marca Trevigiana: 2006-2007
New Team: 2013-2014
- Coppa Italia di Serie A2: 1

Gruppo Fassina: 2009-2010